# André Jules Mimaud
André Jules Mimaud est un homme politique français né le 1er février 1797 à Ruffec (Charente) et mort le 28 décembre 1853 à Bordeaux.
Président du tribunal de Ruffec, il est député de la Charente de 1837 à 1840, il siège dans la majorité soutenant les gouvernements de la Monarchie de Juillet. Il est ensuite conseiller à la cour d'appel de Bordeaux.

### Sources
- « André Jules Mimaud », dans Adolphe Robert et Gaston Cougny, Dictionnaire des parlementaires français, Edgar Bourloton, 1889-1891 [détail de l’édition]